# Amelia Standing
Amelia Standing (23 de diciembre de 1999) es una deportista británica que compite en remo.
Ganó una medalla de oro en el Campeonato Europeo de Remo de 2025, en la prueba de ocho con timonel. Estudió Ingeniería Energética en la Universidad de Oxford.

## Palmarés internacional
| Campeonato Europeo | Campeonato Europeo | Campeonato Europeo | Campeonato Europeo |
| Año                | Lugar              | Medalla            | Prueba             |
| ------------------ | ------------------ | ------------------ | ------------------ |
| 2025               | Plovdiv (Bulgaria) | Medalla de oro     | Ocho con timonel   |